# Galaxie ultra-diffuse
 (octobre 2020).

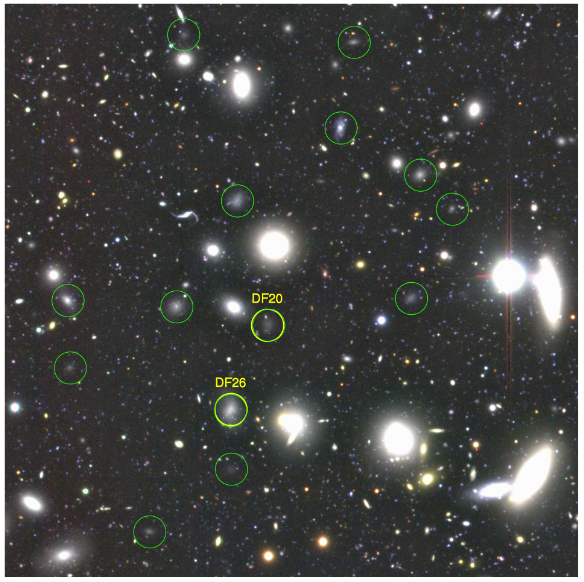
L'amas de la Chevelure de Bérénice comprend de nombreuses galaxies ultra-diffuses, mises en évidence dans les cercles.

Une galaxie ultra-diffuse, UDG en anglais, est une galaxie dont la densité est extrêmement basse. Une telle galaxie ayant une taille similaire à la Voie lactée compterait en moyenne cent fois moins d'étoiles visibles, ayant une très faible luminosité, comparable à celle des galaxies naines.
Elles ont été nommées ainsi par l'astronome Pieter van Dokkum, de l'université Yale. Elles semblent relativement fréquentes, le télescope Subaru en ayant détecté un grand nombre dans l'amas de la Chevelure de Bérénice. On suppose qu'elles doivent contenir des quantités importantes de matière noire (jusqu'à 98%) pour que leur structure résiste aux forces de marées engendrées par les galaxies normales voisines, sans contenir beaucoup d'étoiles et de matière visible. Cependant une galaxie ultra-diffuse contenant très peu de matière noire, NGC 1052-DF2, semble avoir été découverte en 2018, remettant potentiellement en cause les modèles théoriques de matière noire.